# Палуди
Палуди (итал. Paludi) је насеље у Италији у округу Козенца, региону Калабрија.
Према процени из 2011. у насељу је живело 1134 становника. Насеље се налази на надморској висини од 438 м.

## Становништво
Према резултатима пописа становништва 2011. у општини је живело 1.134 становника.
| 1931. | 1936. | 1951. | 1961. | 1971. | 1981. | 1991. | 2001. | 2011. |
| ----- | ----- | ----- | ----- | ----- | ----- | ----- | ----- | ----- |
| 1.860 | 1.761 | 2.056 | 2.013 | 1.736 | 2.048 | 2.005 | 1.929 | 1.134 |